# Grumman Gulfstream I
Il Grumman Gulfstream G-159 è un bimotore turboelica, impiegato come aereo di linea e Business. Il 14 agosto 1958 volò per la prima volta.

## Storia

### Sviluppo
Il Grumman G-159 meglio conosciuto come Gulfstream I fu un aereo di grande successo, un velivolo di nuova concezione progettato principalmente per affari.
Tutto nacque dopo la fine della seconda guerra mondiale, quando la Grumman era appena uscita da un periodo di grande fortuna, essendo stata una delle maggiori ditte nella produzione di velivoli militari, soprattutto anfibi.
L'industria aeronautica andava incontro ad un periodo magro nel campo militare, che coltivava fin dalla fondazione della compagnia avvenuta nel 1929 da parte del primo proprietario Leroy Randle Grumman.
Verso la fine degli anni cinquanta la Grumman, decise quindi di investire in un nuovo campo, quello civile.
Di questo si occupò la Gulfstream Aerospace corporation, che sviluppò il progetto del G-159 come evoluzione del Grumman S-2 Tracker.
Grazie al termine della produzione del rivoluzionario Douglas DC-3 che ormai era arrivato alla fine delle vendite, il nuovo progetto Grumman ebbe modo di spianarsi alla strada al successo.
Un progetto rivoluzionario che assicurò alla ditta fortuna anche con i modelli militari, acquistati dalla Grecia, il Venezuela e gli Stati Uniti e con il secondo modello a getto il Gulfstream II, prodotto appunto per il successo del primo.

### Il comfort dell'interno
Il G-169 assicurò alla ditta una certa fortuna proprio per la comodità offerta ai passeggeri.
Il velivolo vantava un interno pari a 1,86 m (6,1 ft) di altezza, 2,22 m (7,3 ft) di larghezza e 10,85 m (35,6 ft) di lunghezza per uno spazio totale di 31 148 m³ (1 100 ft³). Queste misure assicuravano ai 12 passeggeri di muoversi liberamente nell'aereo, senza troppi problemi.
Le comode poltrone erano dotate di un tavolino per il pranzo che poteva scomparire una volta terminato il servizio.
Inoltre l'aereo vantava di una radio AM per intrattenere gli occupanti e di una cucina con vani bagagli disposti tra l'ingresso e la cabina passeggeri. Nella parte posteriore il velivolo è dotato di bagno completo dietro il quale esiste ancora oggi sui modelli successivi del Gulfstream un secondo vano bagagli accessibile dall'interno.
Il capitano e il co-pilota lavoravano in una lussuosa cabina, l'aereo era dotato anche di un sedile di emergenza nel caso i passeggeri facessero richiesta di una hostess.

### Il nome
Il nome Gulfstream tradotto nella lingua italiana significa "corrente del Golfo".
Ci sono due diverse voci sul motivo di questo nome:
- La prima fonte afferma che Henry Hank Shiebel responsabile delle vendite del primo programma G159, mise molte ore nella ricerca di un nome adatto alimentando discussioni tra i maggiori responsabili dei reparti di volo di tutto il mondo. Alla fine decise di dare al velivolo il nome Gulfstream, perché l'aereo venne progettato per rotte a lungo raggio paragonabili all'attraversata dell'oceano Atlantico dove c'è la presenza della corrente del Golfo.[6]
- Secondo un'altra fonte, i progettisti della ditta produttrice trascorrevano spesso le loro vacanze sulle coste della Florida, dove c'è la presenza di questa corrente. Avendo a cuore questi luoghi, soprannominarono il loro aereo Gulfstream[7].

## Versioni
G-159 Gulfstream I
Bimotore civile con 14 posti passeggeri, spinto da 2 motori Rolls-Royce Dart RDa.7/2 (1 648kW). 200 esemplari costruiti
G-159C Gulfstream I-C
Versione del bimotore con fusoliera allargata (3,25 m), capace di ospitare fino a 32 passeggeri.
C-4 Academe
Versione militare del velivolo, acquistata per la navigazione.
TC-4C Academe
Versione destinata alla United States Navy, composta da aerei da addestramento e bombardieri, caratterizzata dall'avionica avanzata rispetto alla versione C-4 Academe. 9 esemplari costruiti.
VC-4A
Versione per il trasporto autorità della United States Coast Guard, realizzata in soli due esemplari.

## Utilizzatori[13]

### Civili

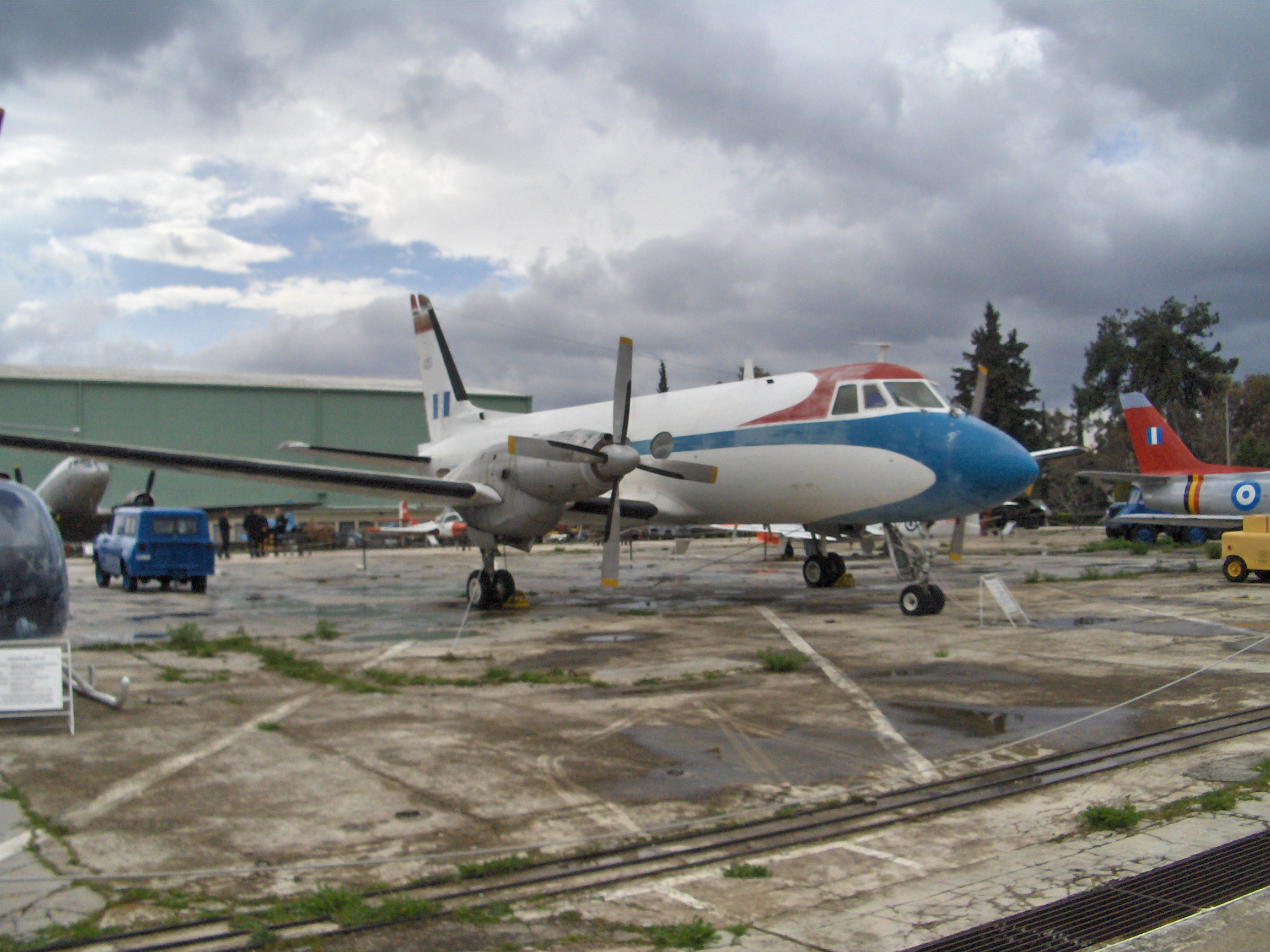
Un G-159 ex Ellenikì Polemikì Aeroporia esposto all'Hellenic Air Force Museum di Dekelia (Tatoi), Atene, Grecia.

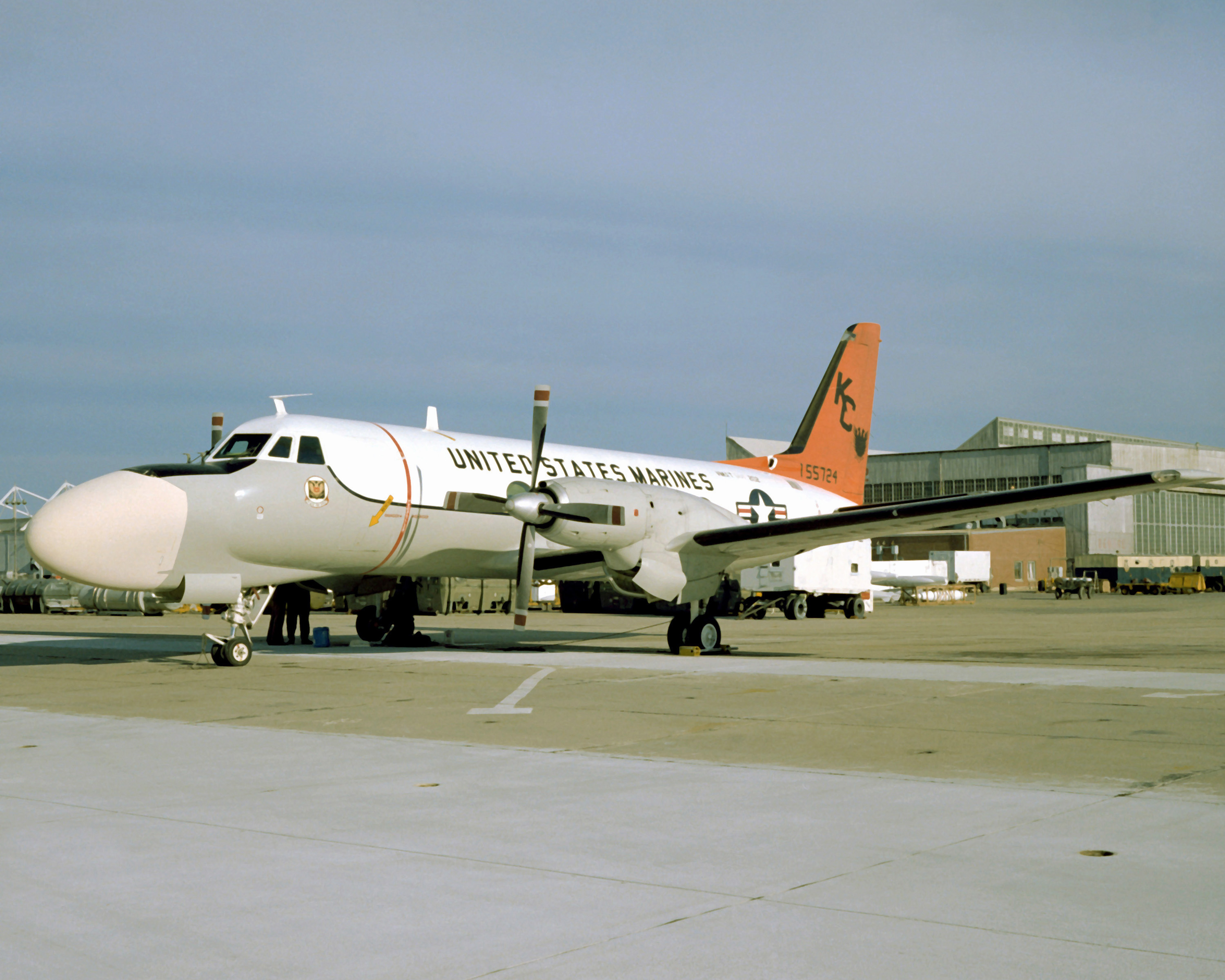
Un Grumman VC-4C, nella versione bombardiere d'addestramento.

(lista parziale)
 Canada
- Airwave Transport
- Propair

 Italia
- TAS Airways[14]

 Regno Unito
- Aberdeen Airways

 Stati Uniti
- Phoenix Air[15]

 Francia
- Air Provence international[16]

### Governativi
Stati Uniti
- NASA

### Militari
Grecia
- Ellenikì Polemikì Aeroporia

 Stati Uniti
- United States Army

L'United States Army Corps of Engineers operò con un singolo Gulfstream I (con livrea e registrazione civile) tra il 1961 ed il 1981. L'US Army ricevette almeno un esemplare confiscato a trafficanti di droga.
- United States Coast Guard
- United States Navy

## Incidenti

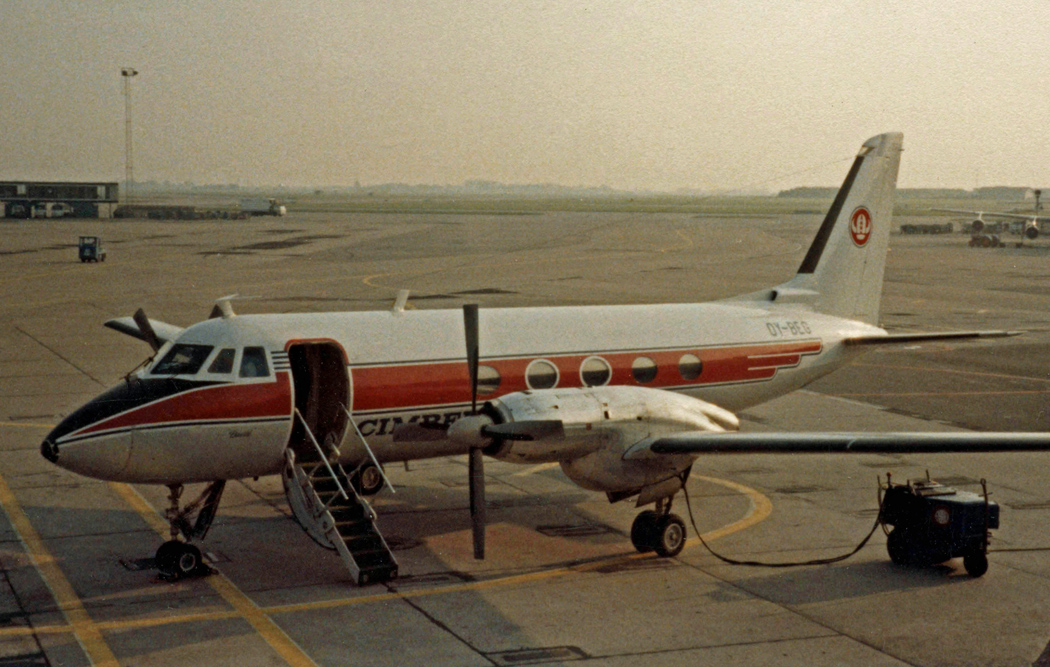
Un G-159 della Cimber Air fotografato all'aeroporto di Copenaghen nel 1981.

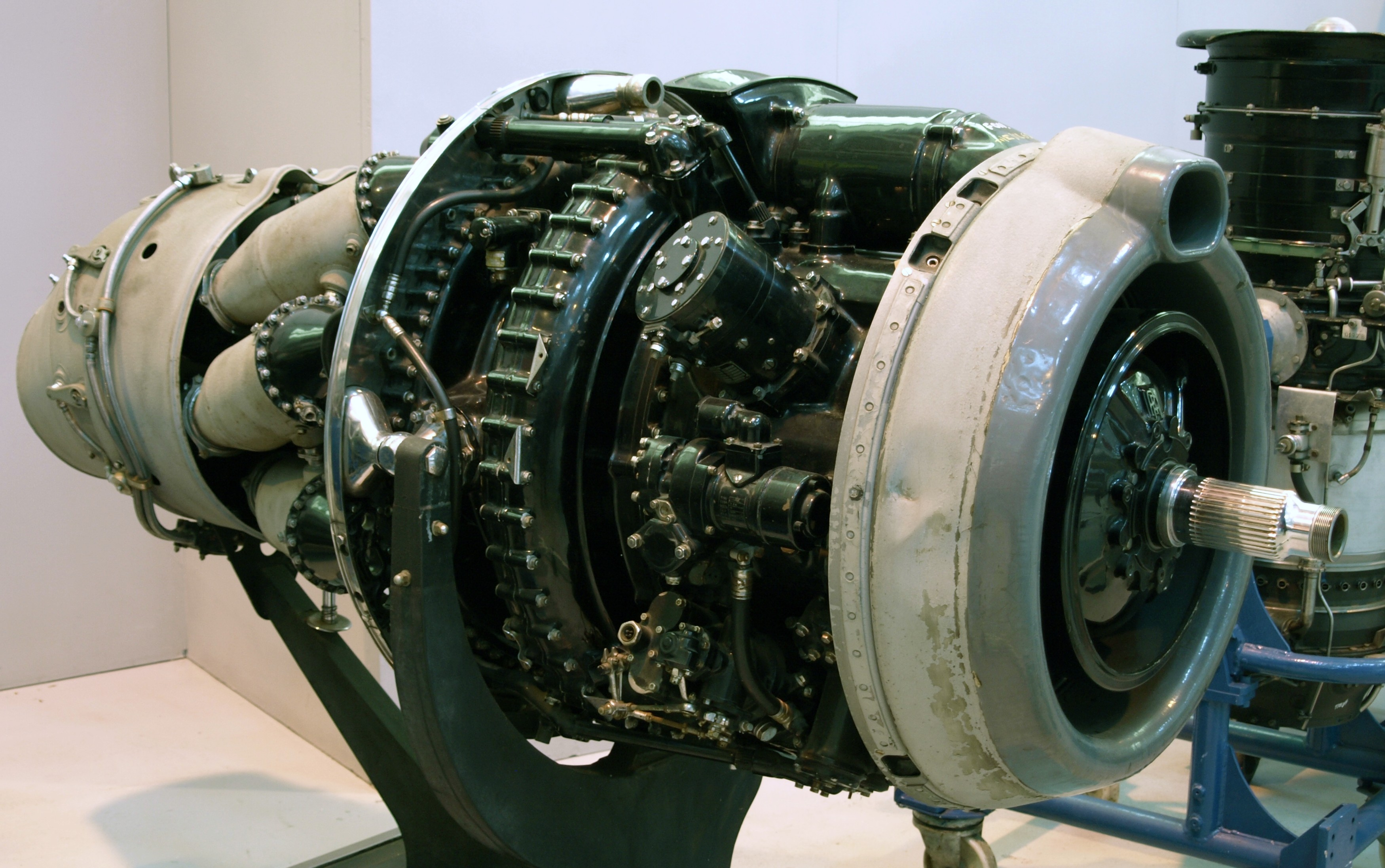
Il motore Rolls-Royce Dart RDa 3 Mk506, montato dai G-159.

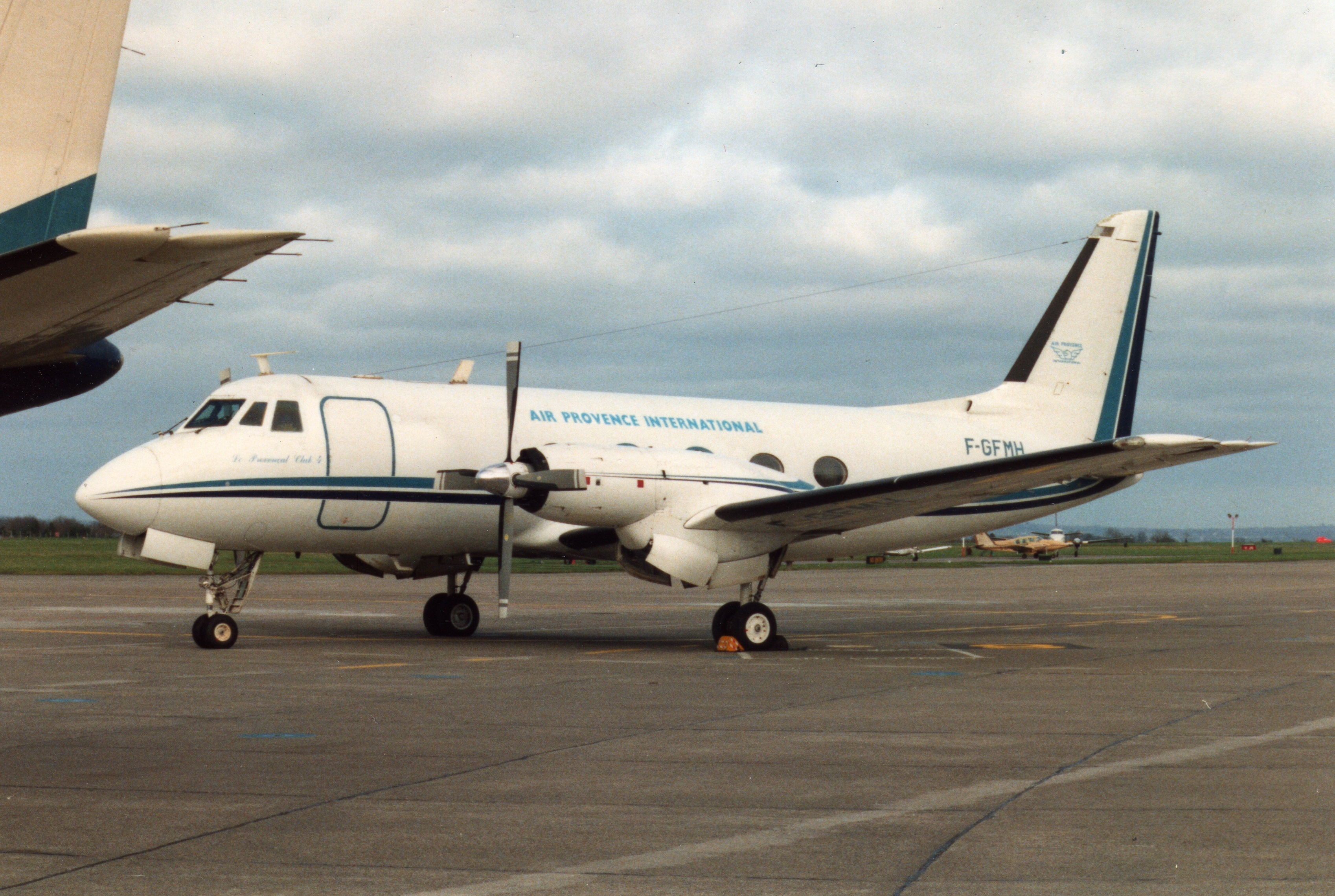
Un G-159 della Air Provence international fotografato all'aeroporto di Dublino nel 1993.

(Dati estratti dal sito ufficiale Aviation Safety Network)
- L'11 luglio 1967, un G-159 della Honeywell Inc. decollato dall'Aeroporto Internazionale Minneapolis-St. Paul, si schiantò per l'incendio al motore 2, causato probabilmente dal surriscaldamento del motore stesso. Morirono entrambi i membri dell'equipaggio.
- Il 25 luglio del 1967, un G-159 subì danni irreparabili durante l'atterraggio all'Aeroporto Harrisburg-York. Le cause furono le difficili condizioni meteorologiche.
- L'11 luglio del 1975, un G-159 della Collins Radio Corp. decollato dall'aeroporto di Eastern Iowa (Cedar Rapids), si schiantò sulla pista dell'aeroporto di Dallas-Addision per forti piogge. Tra i 9 occupanti nessun ferito grave.
- Il 25 luglio del 1967, un G-159 della Mellon Bank si schiantò in fase di atterraggio sulla pista dell'aeroporto di Harrisburg-York. La colpa venne attribuita al tempo meteorologico e gli 8 occupanti dell'aereo si salvarono.
- L'11 luglio del 1975, un G-159 della Collins Radio Corp. decollato dall'Aeroporto di Cedar Rapids si schiantò sulla pista dell'aeroporto di Dallas-Addison per problemi meteorologici. Dei 9 occupanti nessuno rimase ferito gravemente.
- Il 16 ottobre del 1975, un G-159 TC-4C della United States Navy decollato dalla base di Cherry Point, si schiantò poco dopo il decollo per un problema ad uno dei motori facendo morire tutti i 9 militari.
- Il 24 settembre del 1978, un G-159 della Continental Oil Corp. decollato dall'Aeroporto di Ponca City, si schiantò all'Aeroporto Houston-Hobby per dei problemi ai motori causati dalla bassa pressione dell'olio. Nessuno dei 20 occupanti rimasero uccisi.
- Il 15 luglio del 1983, un G-159 della Orion Air decollato dall'Aeroporto di Knoxville, si incidentò a fine pista dell'aeroporto di Tri-Cities (Bristol (Tennessee)) per la velocità eccessiva durante l'approccio. Il copilota aveva consigliato di ritentare l'atterraggio, ma il comandante non prese in considerazione la manovra di mancato avvicinamento. Malgrado l'incendio a bordo dopo lo schianto, tutti e due i membri dell'equipaggio rimasero illesi.
- Il 31 maggio del 1985, un G-159 della General Aviation Inc. si schiantò poco dopo il decollo dall'aeroporto di Nashville per un motore spento. Dagli studi si decise di affidare la colpa al pilota, avendo trovato la manetta del rubinetto del carburante chiusa. Entrambi gli occupanti rimasero uccisi.
- Nel settembre del 1985, un G-159 della Kirk E. Molhook cadde provocando danni irreparabili al velivolo durante un volo per traffici di droga. Sconosciute le cause dell'impatto e le conseguenze sugli occupanti.
- Nel maggio del 1988, un G-159 della Celanese Mexicana si schiantò in fase di atterraggio nello Yucatán (Messico). Sembra che l'aereo sia stato conservato vicino al luogo dell'impatto e distrutto dall'uragano Gilbert, il 14 settembre dello stesso anno. Sconosciute le conseguenze dei membri dell'equipaggio.
- Il 13 novembre del 1988, un G-159 della S. Lubbezoo si schiantò a Niedernberg (Germania) durante un atterraggio forzato per l'esaurimento del carburante. I danni furono irreparabili, sconosciute le condizioni degli occupanti.
- Nel dicembre del 1989, un G-159 della Helitaxi Colombia venne dichiarato strutturalmente danneggiato nell'Aeroporto di Paitilla (Panama), in seguito ai danni subiti dall'incursione degli Stati Uniti nella repubblica di Panama.
- Il 5 febbraio del 1990, un G-159 della Helicol Colombia partito dall'Aeroporto di Neiva e diretto all'Aeroporto Ibague-Perales, si schiantò sul Monte El Saludo. Morirono tutti e 15 gli occupanti per cause non conosciute.
- Il 2 maggio del 1990, un G-159 della Helicol Colombia ha superato la lunghezza della pista dell'aeroporto di destinazione Los Garzones (Monterìa) per 95m, senza causare feriti gravi tra i 6 occupanti.
- Il 23 agosto del 1990, un G-159 della Rowan Drilling Comp. Marine in partenza dall'Aeroporto internazionale di Houston e diretto all'Aeroporto internazionale di New Orleans, si schiantò durante il decollo per una perdita di potenza al motore sinistro, causata da un guasto alla pompa carburante. Due dei tre membri del personale di bordo e uno dei dodici passeggeri persero la vita nell'impatto.
- L'11 ottobre del 1990, un G-159 della Celanese Mexicana rimase danneggiato durante l'atterraggio a Zacapù (Messico). Nessun ferito tra i 13 occupanti.
- Il 22 giugno del 1992, un G-159 della TAS Airways in partenza dall'Aeroporto di Pantelleria (Italia), fu costretto ad annullare il volo in fase di decollo per le difficili condizioni meteorologiche. L'aeromobile però non riuscì a fermarsi in tempo, così uscì di pista causando il cedimento del carrello destro e lievi danni al rispettivo lato. Nessuno dei 18 occupanti rimase ferito in maniera grave.
- Il 28 giugno del 1994, un G-159 della Air Provence partito dall'aeroporto di Rouen (Francia) si schiantò nell'aeroporto di Lyon Satolas dove era diretto. Durante l'atterraggio una delle ali toccò la pista facendo roteare l'aereo e causando un incendio. Nessuno dei 23 occupanti rimasero gravemente feriti.
- Il 2 agosto del 1996, un G-159 della Skyways Kenya, rimase danneggiato durante un atterraggio nell'aeroporto di Lubi (Sudan). Sembra sia sprofondato nel terreno, nessuno dei 2 piloti rimase ferito.
- Il 19 novembre del 1996, un aereo G-159 cargo della compagnia Airwawe Transport prese fuoco durante le operazioni di manutenzione nell'Aeroporto Internazionale di Toronto-Pearson. Morì un manutentore e rimase intossicato un vigile del fuoco. L'incendio del motore destro dell'aeromobile causò anche dei leggeri danni all'aereo vicino, un altro Grumman Gulfstream I.
- Il 19 febbraio del 1998, un G-159 della Skyways Kenya partito dall'aeroporto Wilson (Nairobi) e diretto all'Aeroporto internazionale di Mogadishu, rimase incidentato in fase di atterraggio a causa di perdita di potenza in uno dei motori e del cedimento del carrello del rispettivo lato. Nessuno dei 23 occupanti perse la vita.
- Il 19 luglio 2000, un G-159 cargo della compagnia Airwawe Transport (volo 9807), partito dall'Aeroporto Internazionale di Greater Moncton e diretto all'Aeroporto Internazionale di Montréal-Pierre Elliott Trudeau, ebbe dei problemi ai motori che gli esperti piloti non saperono affrontare. Tentando una risalita causarono lo stallo del velivolo e lo schianto sul fiume Meduxnekeag. Entrambi i piloti morirono, uno dei quali era il possessore della compagnia di trasporti aerei.[19]
- Il 28 luglio del 2000, un G-159 cargo della compagnia Airwawe Transport (volo 9806), partito dall'Aeroporto Internazionale di Toronto-Pearson e diretto all'Aeroporto Internazionale di Montréal-Pierre Elliott Trudeau, dovette effettuare un atterraggio di emergenza all'aeroporto di arrivo per un guasto al carrello. L'atterraggio danneggiò l'aeromobile senza causare danni ai due piloti. Un apprendista meccanico ne fece le spese; egli stava lavorando al guasto ma preso da altre riparazioni non aveva terminato il lavoro.
- Il 24 gennaio del 2003, un G-159 della African Commuter Services in partenza dall'Aeroporto di Busia (Kenya) si schiantò su una rete elettrica e su una casa per la lunghezza ridotta della pista (3.281m, l'aereo ne pretende 3900 per un decollo sicuro). 2 dei 3 Membri del personale di bordo e 1 dei 9 funzionari del governo del Kenya persero la vita nell'impatto. Si trattò del ministro del lavoro Khalif Ahmed. Venne aperta un'inchiesta e si scopri che pilota e aereo non erano in regola.[20]
- Il 26 settembre del 2005, un G-159 vicino a San Andrès (Colombia) venne fatto esplodere da 2 Cessna A-37 Dragonfly e da un Bell 212 durante un'operazione illegale di droga.

## Curiosità
Nel 1963 la NASA acquistò 5 Gulfstream come aereo sperimentale e da trasporto.

## Esemplari attualmente esistenti
Nel 2008 c'erano ben 63 esemplari di Gulfstream I ancora in uso nel mondo.
- Gulfstream I, marche N4NA (cn 151), in esposizione presso il Pima Air & Space Museum in Arizona.[23] È uno dei prototipi acquistati dalla NASA.
- Gulfstream I (120), in esposizione al museo dell'aviazione militare greca "Hellenic Air Force Museum" a Dekelia (Atene), Grecia.[24]
- 8 Gulfstream I, utilizzati tuttora dalla Phoenix Air nelle operazioni militari. Questi G-159 sono famosi per la tecnologia di cui sono dotati; Inizialmente possono trasportare e lanciare due missili per bersagli aerei BQM-74 droni chukar (Northrop) dall'interno del velivolo, dotati anche di telecamere per le operazioni di lancio. Inoltre possiedono RDR-1500B (radar per la ricerca) e il sistema di scambio informazioni istantanee Link 16 usato dall'esercito statunitense.[25]
- Gulfstream G-159, aereo personale di Walter Elias Disney (meglio conosciuto come Walt Disney). L'aereo è conservato in ottimo stato ai Disney's Hollywood Studios.[26][27][28]